# 130-я отдельная авиационная эскадрилья связи
130-я отдельная авиационная Севастопольская эскадрилья связи — авиационная воинская часть ВВС РККА в Великой Отечественной войне.

## Боевой путь
Сформирована в июне 1941 года.
В июле 1941 года эскадрилья выполняла вылеты на розыск окруженных частей в районе населенного пункта Вапнярка и доставку оперативных документов в штабы 6-й и 12-й армий.
30 июля 1941 года при выполнении задания по доставке срочных донесений в штабы 6-й и 12-й армий пулеметно-артиллерийским огнем противника был подбит самолёт командира эскадрильи капитан С. Г. Булкина. Не смотря на двойное ранение, лётчик сумел доставить донесения в штабы. За отличное выполнение задания мужественный лётчик был награжден орденом Красной Звезды.
4 августа 1941 года при выполнении задания командования Южного фронта в районе Кировограда был подбит пулеметным огнем противника самолёт командира звена лейтенанта Ив. А. Сорокина. Раненый в живот лётчик посадил горящий самолёт между советскими и немецкими войсками и отползая от противника был подобран красноармейцами вместе с оперативными документами, находящимися при нем. За образцовое выполнение заданий командования и проявленную самоотверженность лейтенант Ив. А. Сорокин был награжден орденом Красного Знамени.
К сентябрю 1941 года эскадрилья выполнила около 600 вылетов на выполнение заданий командования. При выполнении заданий командования отличились заместитель командира эскадрильи лейтенант П. Иг. Грищенко, лётчики мл. лейтенанты Н. Ив. Сборщиков и С. А. Алексеев, сержант В. А. Кравцов, штурман мл. лейтенант Ив. И. Иркутский.
В ноябре 1941 года, во время освобождения Ростова эскадрилья обеспечивала связь штаба фронта с кавалерийским корпусом генерал-майора И. И. Хорун. В ночь на 22 ноября 1941 года при выполнении вылета на связь со штабом 37-й армии разбился самолёт заместителя командира эскадрильи лейтенанта П. Иг. Грищенко и штурмана мл. лейтенанта Ив. И. Иркутского.
В январе-феврале 1942 года при обеспечении связи с кавалерийскими корпусами генерал-майора А. А. Гречко и генерал-майора Ф. А. Пархоменко и доставке офицеров связи и радистов в штабы корпусов отличились комиссар эскадрильи ст. политрук А. В. Рябов, заместитель командира эскадрильи В. П. Пеньков, командир звена мл. лейтенант С. В. Спирин, лётчик мл. лейтенант А. А. Егорова.
7 февраля при выполнении задания ковандования в районе Красного Лимана, был атакован тремя истребителями противника самолет лейтенанта Ф. Ф. Фёдорова. Несмотря на ранение в правое плечо лётчик сумел посадить поврежденный самолёт. За образцовое выполнение заданий командования, самоотверженность и мужество лётчик был награжден орденом Красного Знамени.
12 февраля 1942 года лётчик мл. лейтенант Егорова восстановила связь с 101-м отдельным гвардейским минометным дивизионом Южной оперативной группы миномётных частей, разыскав его в районе населенного пункта Барвенково.
19 мая 1942 года при выполнении задания по доставке офицера связи в штаб 57-й армии в районе города Изюм был атакован четверкой истребителей противника У-2 заместителя командира эскадрильи капитана П. Иг. Грищенко. Умело маневрируя, летчик уклонился от атак вражеских истребителей и выполнил задание командования.
1 июня 1942 года на аэродроме города Ростов разбился лётчик мл. лейтенант С. А. Алексеев, получил тяжёлые травмы штурман Грачев.
В июле лётчики эскадрили выполняли вылеты на связь со штабами 37-й и 56-й армий, розыску частей и выяснение оперативной обстановки в районе рек Дон и Донец. При возвращении с боевого задания, огнем истребителя Me-110 был сбит самолёт командира звена ст. лейтенанта В. П. Пенькова. Пилот получил тяжёлое пулевое ранение, был подобран красноармейцами 9-й армии и отправлен в госпиталь.
12 июля 1942 года при выполнении задания по выяснению оперативной обстановки в районе севернее станции Миллерово был уничтожен авиацией противника самолёт ст. лейтенанта Ив. А. Сорокина.
С 26 июля 1942 года по 10 августа 1942 года эскадрилья находилась в Резерве Верховного Главнокомандования.
11 августа 1942 года в районе города Пятигорск был сбит самолет мл. лейтенанта А. А. Вишневского. В августе 1942 года, во время боев за город Пятигорск, при выполнении заданий командования по доставке распоряжений частям оперативной группы генерал-майора Тимофеева и разведку войск противника отличился лётчик мл. лейтенант В. Г. Ревазов.
13 сентября 1942 года во время выполнения задания по доставке оперативных документов в районе станицы Карабугакская парой Me-109 был подожжен самолет ст. лейтенанта Ив. А. Сорокина. Раненый лётчик сумел спасти важные документы и доставить их в армию.
В октябре-декабре 1942 года лётчики эскадрильи поддерживали связь командования Северной группы войск Закавказского фронта с частями и соединениями 37-й и 44-й армий, 4-го и 5-го  гвардейских кавалерийских корпусов, выполняли вылеты на связь с передовыми частями в районе села Эльхотово и деревни Хасанья, на выяснение оперативной обстановки в районе села Урух.
При выполнении боевых заданий отличились заместитель командира эскадрильи капитан П. Иг. Грищенко, лётчики лейтенанты Н. А. Касаткин и В. А. Кравцов.
В январе-феврале 1943 года во время проведения Северо-Кавказской операции лётчики эскадрильи обеспечивали связь штаба фронта с командованием 110-й кавалерийской дивизии, 4-го и 5-го гвардейских кавалерийских корпусов и танковых бригад. При выполнении заданий отличились штурман эскадрильи ст. лейтенант А. Ф. Черкасов, лётчики лейтенанты Дм. К. Шевченко и А. А. Вишневский, мл. лейтенант  Г. М. Патанин.
10 января 1943 года при выполнении специального задания генерал-лейтенанта И. И. Масленникова по разведке переднего края советских войск и переправ в районе станиц Солдатская и Александровская отличились штурман звена ст. лейтенант Ив. А. Сорокин и офицер связи штаба фронта капитан Л. И. Литовский.
В апреле-июне 1943 года эскадрилья обеспечивала связь штаба фронта с частями 58-й армии и Азовской военной флотилии. При выполнении специальных заданий командующего Северо-Кавказским фронтом генерала армии И. Е. Петрова особенно отличился лётчик ст. лейтенант Дм. К. Шевченко.
В период с октября 1942 года по апрель 1944 года лётчики эскадрильи выполнили около 2600 вылетов на связь.
В боях за освобождение Крыма отличились командир эскадрильи майор П. Иг. Грищенко, заместитель командира эскадрильи ст. лейтенант Н. Ив. Сборщиков, лётчики ст. лейтенант П. П. Кулешов, лейтенанты Н. А. Касаткин и Ив. С. Быков, мл. лейтенанты А. А. Вишневский и Раиса Грищенко.
За отличие в боях в Крыму и при освобождении Севастополя Приказом Верховного Главнокомандующего №0136 от 24 мая 1944 года 130-я отдельная авиационная эскадрилья связи получила почётное наименование «Севастопольская».
130-я отдельная авиационная Севастопольская эскадрилья связи расформирована 10 сентября 1944 года.

## Командование эскадрильи
- Командир эскадрильи:
  -  капитан, майор, подполковник Булкин Сергей Георгиевич
  -  капитан, майор Грищенко Пётр Игнатьевич (с июля 1943 г.)
- Комиссар эскадрильи:
  -  старший лейтенант, старший политрук Рябов Алексей Васильевич
- Начальник штаба эскадрильи:
  -  лейтенант, старший лейтенант, капитан Листаревич Константин Семёнович
- Заместитель командира эскадрильи:
  -  лейтенант, старший лейтенант, капитан Грищенко Пётр Игнатьевич
  -  старший лейтенант Сборщиков Наум Иванович
- Штурман эскадрильи:
  -  старший лейтенант Черкасов Александр Фёдорович
  -  старший лейтенант Кутявин Серафим Гаврилович
- Старший техник эскадрильи:
  -  воентехник 1-го ранга, инженер-капитан Маликов Никифор Егорович